# صومعه درخت پرتقال
دیرِ درخت نارنج یا صومعهٔ درخت پرتقال (انگلیسی: The Priory of the Orange Tree) یک رمان فانتزی در سال ۲۰۱۹ که توسط سامانتا شانون نوشته شده‌است. این رمان در ۲۶ فوریه ۲۰۱۹ توسط انتشارات بلومزبری منتشر شد. شانون این رمان را بازگویی فمینیستی «جورج قدیس و اژدها» توصیف می‌کند.
در آوریل ۲۰۲۲، شانون، رمانی با نام A Day of Fallen Night را در ادامهٔ صومعهٔ درخت پرتقال نوشت. این رمان در ۲۸ فوریه ۲۰۲۳ توسط انتشارات بلومزبری منتشر شد.